# Classe Shahid Soleimani
La corvette Shahid Soleimani (persan : شهید سلیمانی, en référence à la mort du général Qassem Soleimani) est le navire amiral d'une classe iranienne de corvettes lance-missiles du même nom. Il a été construit par le chantier naval Shahid Mahallati et est exploité par la Marine iranienne du Corps des gardiens de la révolution islamique.

## Histoire
Après la fin de sa construction au chantier naval Shahid Mahallati le 14 juin 2022, il a subi des essais en mer mais à ce moment-là au lieu de quatre canons gatling de calibre 20 mm, il était équipé de quatre mitrailleuses de 12,7 mm qui ont ensuite été remplacées. Le 5 septembre 2022, Shahid Soleimani a été nommé dans la branche marine du CGRI lors d'une cérémonie de mise en service.

## Construction

### Coque
Le navire est une conception de catamaran (double coque). La coque forme un angle aigu pour lui apporter un style plus furtif. Sa conception a été comparée au bateau lance-missiles chinois Type-022 de classe Houbei et à la classe taïwanaise Tuo Chiang. Selon des responsables iraniens, la coque du navire est en aluminium au lieu d'acier, ce qui réduit le poids et constitue une nouvelle innovation dans l'industrie iranienne de la construction navale.

### Armement
La corvette est équipée de six missiles de croisière antinavires dont quatre à longue portée (probablement Noor ou Ghader) et de deux missiles antinavires à courte portée (probablement Nasir) dans un ordre de deux lanceurs à longue portée et un lanceur à moyenne portée de chaque côté derrière la superstructure. C'est aussi le premier navire de guerre iranien à être équipé d'un système de lancement vertical, VLS. Ce VLS comprend 6 grandes cellules pour les missiles de croisière sol-sol et 16 plus petites pour les missiles sol-air, toutes situées derrière la passerelle de commandement. 
Le bâtiment de guerre Shahid Soleimani est également équipé de quatre canons Gatling de calibre 20 mm (probablement Asef), un canon automatique de calibre 30 mm et de deux systèmes de contremesure (paillettes de brouillage),.

### Radar et Électroniques
Selon les données révélées par la Marine du corps des gardiens de la révolution, la reconnaissance, la surveillance de la surface des eaux et sous la surface ainsi que la surveillance du trafic aérien font partie intégrante des fonctions de ce bâtiment, et il est équipé de systèmes de guerre électronique.

### Propulsion
La corvette Shahid Soleimani est propulsée par quatre moteurs diesel iraniens qui lui confèrent une vitesse de pointe de 32 nœuds (59 km/h) et une autonomie de 5 000 milles marins (9 300 km).

### Autre équipements
Le bâtiment dispose également d'un héliport et d'une grue en dessous afin de lancer et récupérer des bateaux d'attaque rapides. Le navire peut transporter trois bateaux d'attaque rapides et permet de les récupérer et de les réarmer.